# Jérémy Sapina
Jérémy Sapina, est un footballeur français né le 1er février 1985.

## Biographie
À la suite du dépôt de bilan en décembre 2009 du Royal Excelsior Mouscron et donc libre de tout contrat, il signe un contrat de trois ans et demi avec le club portugais du CS Maritimo Madeira. En 2011, il signe au RAEC Mons.